# Kubáňsko-Černomořská sovětská republika
Kubáňsko-Černomořská sovětská republika byla součástí Ruské sovětské federativní socialistické republiky. Vznikla 30. května 1918 sloučením Kubáňské sovětské republiky a Černomořské sovětské republiky. Hlavním městem byl Jekatěrinodar a jejím nejvyšším představitelem byl Avran Rubin. 6. července téhož roku byla začleněna do Severokavkazské sovětské republiky, čímž formálně zanikla.